# 廖定藩
廖定藩（1906年2月6日—1949年4月21日 †），字惠源，湖南省湘鄉縣人，國民革命軍將領，中華民國陸軍中將，畢業於中央軍校洛陽分校军官训练班第三期第一總隊步兵科。

## 生平
廖定藩自珞珈山中央軍官訓練團高級班第二期畢業後，依序擔任過國民革命軍第十九路軍第六十一師警衞連排長、第五十師150旅連長，後升為該師第298團第二營營長。1937年中國抗日戰爭爆發時，廖為國民革命軍第五十師第593團營長先後兼為團附及上校團長，統領其部先後參加徐州會戰和鄂南會戰，更於1941年參與中國遠征軍前往緬甸等地應戰。抗戰勝利後於1947年擔任國民革命軍第五十四軍291師的副師長，由中華民國國防部暫時整編為陸軍第五十七師，由廖擔任師長。1949年1月出任第五十四軍291師中將師長，投入第二次國共內戰。
1949年4月21日，廖定藩率部在江蘇省丹陽縣與解放軍作戰，於常州潘墅鎮阻擋共軍南渡時遭伏擊圍困、力戰陣亡。

## 家庭
廖定藩與妻子呂凝娥間育有兩子，長子廖錫福、次子廖宣新，定居於中國大陸。1991年9月26日兩岸開放後，廖的遺孀才以大陸同胞身份以探病奔喪事由來臺灣領取撫卹，期滿拒不離境並到處陳情請求終獲准予定居臺灣。

## 評價
1951年蔣中正嘉許楊幹才與廖定藩的殉國事蹟，稱他們是戡亂戰役中「軍人魂」的典範。